# Sargus melleus
Sargus melleus är en tvåvingeart som beskrevs av Camillo Rondani 1848. Sargus melleus ingår i släktet Sargus och familjen vapenflugor. Inga underarter finns listade i Catalogue of Life.